# Nyctemera conicus
Nyctemera conicus là một loài bướm đêm thuộc phân họ Arctiinae, họ Erebidae.